# Крестон (Айова)
Кре́стон (англ. Creston) — город и административный центр округа Юнион, штат Айова. На момент переписи 2020 года население составляло 7536 человек.

## История
Крестон был первоначально основан в 1868 году как исследовательский лагерь для железной дороги Берлингтона и Миссури. Своё название он получил из-за своего местоположения между бассейнами рек Миссури и Миссисипи. Район был разработан в основном для сельского хозяйства и сопутствующих отраслей промышленности. В Крестоне в первые десятилетия 20 века была мукомольная фабрика. Город был официально основан в 1869 году и инкорпорирован в 1871 году.
Крестон был выбран в качестве пункта деления для железной дороги, которая построила механические мастерские, карусель и строительный лагерь в новом городе. Работники железной дороги, в том числе афроамериканцы, были набраны из Чикаго и других крупных городов для работы в Крестоне. Железная дорога Чикаго, Берлингтон и Куинси открыла новую станцию в Крестоне в 1899 году. Трёхэтажное здание станции Крестона из жёлтого кирпича и с красной черепичной мансардной крышей относится к провинциальному французскому стилю.

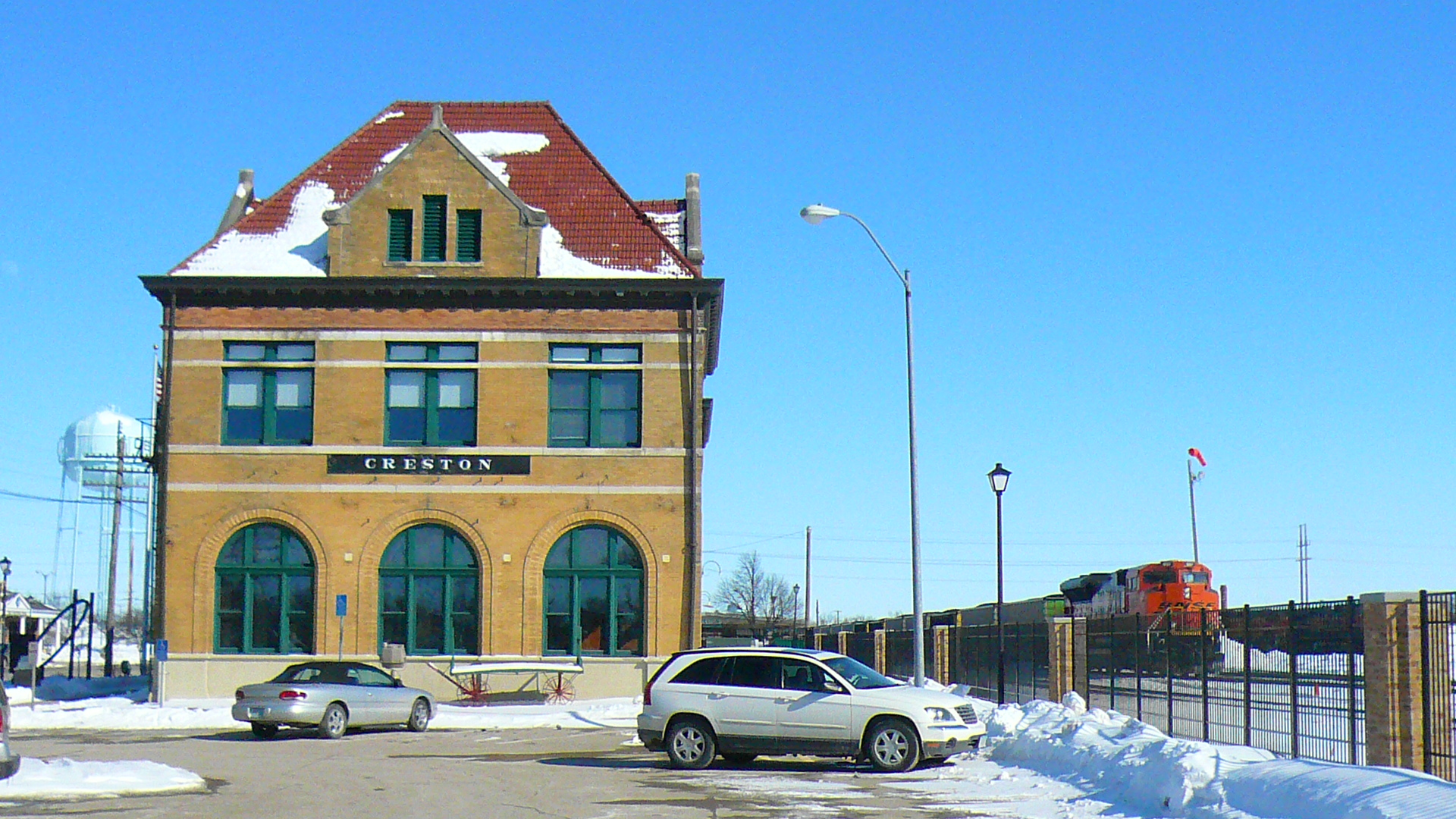
Бывшее депо, в настоящее время используется как ратуша и станция

Экономика и население Крестона пострадали в середине 20 века из-за сокращения обслуживания пассажирских поездов и сокращения занятости на железной дороге. Старое здание механического цеха было разрушено торнадо в 1946 году, а остатки депо сгорели дотла в 1981 году. Станция обслуживала пассажиров в течение 69 лет, прежде чем была реконструирована в 1978 году в городскую ратушу.
Железная дорога, находящаяся ныне в ведении BNSF Railway, продолжает оставаться крупным перевозчиком зерна и угля в регионе и использует Крестон в качестве пункта смены экипажа: экипажи, базирующиеся в Крестоне, управляют поездами между Крестоном и Линкольном, в то время как экипажи из Гейлсберга и Линкольна остаются в Крестоне, прежде чем вернуться домой.
Крестон обслуживается от Amtrak ежедневно по маршруту «Чикаго—район залива Сан-Франциско» с 2019 года.

### Торнадо 2012 года
14 апреля 2012 года на Крестон обрушился торнадо EF2. Торнадо причинил значительный ущерб больнице, общественному колледжу, Залу Царства Свидетелей Иеговых и средней школе. Сирены торнадо в городе не звучали, застав людей врасплох. Пациенты больницы были переведены в другие местные больницы. В общежитии колледжа были повреждены крыша и окна, и студенты были переведены в местные отели до конца учебного семестра. Четырнадцать человек получили незначительные травмы; погибших нет. За две недели до дня открытых дверей Большого регионального медицинского центра оставалось две недели, когда он был серьёзно повреждён торнадо, было объявлено о его капитальном ремонте. Спустя год после торнадо и потраченных 10 миллионов долларов на реконструкцию больница была полностью восстановлена.

## География
Крестон расположен на шоссе 34 на юго-западе штата Айова, примерно в 55 милях (90 км) к юго-западу от Де-Мойн и в 80 милях (130 км) к востоку от Омахи. В соответствии с данными Бюро переписи населения США, город имеет общую площадь 5,25 квадратных миль (13,60 кв. км), из которых 5,19 квадратных миль (13,44 кв. км) составляет сушу и 0,06 квадратных миль (0,16 кв. км) — вода.
Озеро Мак-Кинли находится на территории большого многоцелевого муниципального парка в черте города, а три дополнительных рекреационных озера расположены в пределах семи миль от Крестона: Государственный парк Грин-Вэлли, Саммит-Лейк, Двенадцатимильное озеро и Трехмильная зона отдыха.

### Климат
В соответствии с системой Классификации климатов Кёппена, Крестон имеет жарко-летний влажный континентальный климат, сокращенно «Dfa» на климатических картах.
| Показатель                    | Янв. | Фев. | Март | Апр. | Май | Июнь | Июль | Авг. | Сен. | Окт. | Нояб. | Дек. | Год |
| ----------------------------- | ---- | ---- | ---- | ---- | --- | ---- | ---- | ---- | ---- | ---- | ----- | ---- | --- |
| Абсолютный максимум, °C       | 19   | 26   | 31   | 34   | 39  | 39   | 44   | 44   | 39   | 33   | 27    | 22   | 44  |
| Абсолютный минимум, °C        | −35  | −32  | −29  | −14  | −5  | 3    | 4    | 4    | −4   | −17  | −28   | −32  | −35 |
| Среднее число дней с осадками | 6    | 6    | 7    | 10   | 12  | 11   | 8    | 9    | 8    | 7    | 5     | 5    | 94  |
| Норма осадков, мм             | 26   | 37   | 64   | 95   | 131 | 131  | 113  | 107  | 94   | 71   | 54    | 38   | 961 |

## Демография

### Перепись 2010 года
На момент переписи по состоянию на 2010 год в городе проживало 7 834 человека, 3 378 домохозяйств и 1 973 семьи. Плотность населения составляла 1509,4 жителей на квадратную милю (582,8 на кв. км). Насчитывалось 3773 единиц жилья со средней плотностью 727,0 на квадратную милю (280,7 /кв. км). Расовый состав населения города составлял: 96,0 % — белые, 1,0 % — афроамериканцы, 0,3 % — коренные американцы, 0,6 % — азиаты, 0,8 % — другие расы и 1,2 % — представители двух или более рас. Испаноязычные или латиноамериканские представители любой расы составляли 2,3 % населения.
Насчитывалось 3378 домохозяйств, из которых в 28,1 % воспитывались дети в возрасте до 18 лет, проживающие с ними, 42,5 % представляли собой совместно проживающие супружеские пары, в 11,5 % домохозяйств женщины проживали без мужей, в 4,4 % домохозяйств мужчины проживали без жён и в 41,6 % домохозяйств семей не было. 35,7 % всех домохозяйств состояли из одного человека, при этом в 15,3 % из них проживали одинокие люди в возрасте от 65 лет и старше. Средний размер домохозяйства — 2,23 человека, а семьи — 2,87 человека.
Средний возраст жителя города составлял 38,8 лет. 23,1 % жителей младше 18 лет; 10,5 % — в возрасте от 18 до 24 лет; 22,9 % — в возрасте от 25 до 44 лет; 25,5 % — в возрасте от 45 до 64 лет; и 17,9 % — в возрасте от 65 лет и старше. Гендерный состав населения города составлял 47,7 % мужчин и 52,3 % женщин.

### Перепись 2000 года
На момент переписи в 2000 году в городе проживало 7597 человек, 3346 домохозяйств и 1974 семей. Плотность населения составляла 1496,2 жителей на квадратную милю (577,7/кв. км). Насчитывалось 3598 единиц жилья со средней плотностью 708,6 на квадратную милю (273,6/кв. км). Расовый состав населения города составлял: 98,13% — белые, 0,34 % — афроамериканцы, 0,22 % — коренные американцы, 0,34 % — азиаты, 0,38 % — другие расы и 0,58 % — представители двух или более рас. Испаноязычные или латиноамериканские представители любой расы составляли 1,26 % населения.
Насчитывалось 3 346 домохозяйств, из которых в 26,4 % воспитывались дети в возрасте до 18 лет, 46,5 % представляли собой совместно проживающие супружеские пары, в 9,9 % домохозяйств женщины проживали без мужей и в 41,0 % домохозяйств не было семей. 35,7 % всех домохозяйств состояли из одного человека, и в 16,0 % из них проживали одинокие люди в возрасте от 65 лет и старше. Средний размер домохозяйства — 2,20 человека, а семьи — 2,86 человека.
Средний возраст жителя города составлял составил 39 лет. 22,6 % — младше 18 лет, 10,4 % — от 18 до 24, 25,0 % — от 25 до 44, 22,0 % — от 45 до 64 и 20,0 % — в возрасте от 65 лет и старше. На каждые 100 женщин приходилось 86,7 мужчин. На каждые 100 женщин старше 18 приходилось 83,3 мужчин.
Средний доход домохозяйства в городе составлял 29 831 долларов, а средний доход семьи — 41 003 доллара. Средний доход мужчин составлял 27 580 долларов против 20 172 долларов у женщин. Доход на душу населения в городе составлял 16 411 долларов. Около 7,0 % семей и 11,5 % всего населения находились ниже черты бедности, в том числе 13,6 % — младше 18 лет и 8,3 % — старше 65 лет.

## Образование
Крестон обслуживается школьным округом Крестона:
- Средняя школа Крестона
- Средняя школа Крестона
- Начальная школа Крестона

Частные школы в Крестоне включают:
- Школа Святого Малахии (К-8) в Римско-католической епархии Де-Мойна
- Христианская академия наследия Мэйфлауэр (К-8)

### Колледжи
- Юго-западный общественный колледж[англ.]
- Университет Буэна-Виста[англ.] – кампус в Крестоне

## Известные люди
- Каннингем, Уолтер (1932—2023) — астронавт НАСА.
- Круз, Джули (1956—2022) — певица.
- Мак-Кой, Джеймс[англ.] (1930—2022) — 6-й Главный мастер-сержант ВВС.
- Миллер, Эдвард[англ.] (1880—1946) — политик, 5-й член Палаты представителей США от 22 избирательного округа Иллинойса.
- Тид, Филлис[англ.] (род. 1954) — политик, член Палаты представителей Айовы.
- Уоллес, Марсия (1942—2013) — актриса.
- Уоррен, Кирстен (род. 1965) — актриса.
- Филлипс, Фрэнк[англ.] (1873—1950) — филантроп, основатель нефтяной компании «Phillips Petroleum».